# Types de pâtes de fromage

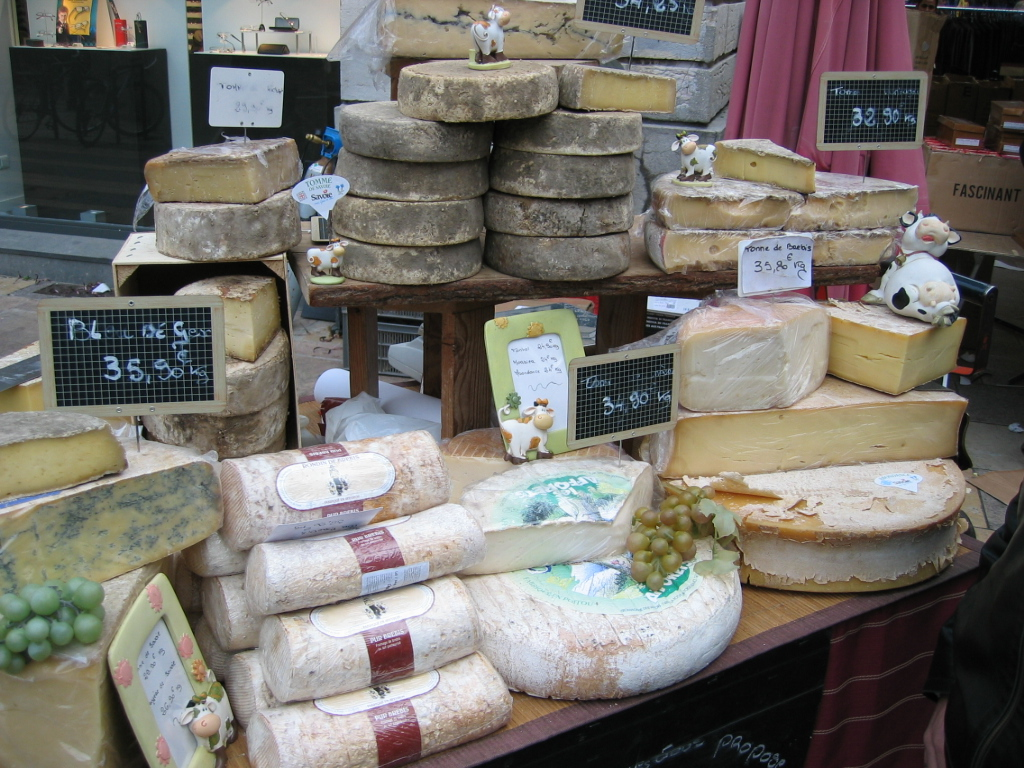
Étal d'un commerçant fromager comportant notamment du bleu de Gex (pâte persillée), et plusieurs types de tommes (pâte pressée non cuite).

Plusieurs classifications des fromages sont possibles. Ottogalli (2000) a proposé une classification des fromages du monde en 8 classes et 45 familles reposant sur des critères microbiologiques. La FAO propose une classification suivant la consistance de la pâte (liée à la teneur en eau), la teneur en matière grasse et les principales caractéristiques d'affinage (voir le tableau en annexe). Cette approche de type « anglo-saxonne » qui groupe les fromages suivant un critère de texture utilise les termes de « fromage à pâte dure, molle » employés aussi dans la classification européenne mais avec un sens différent. L'approche européenne, plus spécifique de l'Europe du Sud d'ailleurs, groupe les fromages sur la base des processus technologiques.
C'est la classification présentée dans cet article, la plus utilisée en France.

## Classification des fromages suivant les critères de conservation
Toute la technologie fromagère vise à transformer le lait, un produit très périssable, en un produit beaucoup plus sec et acide, se conservant bien plus longtemps, à savoir le fromage. Elle s'appuie sur deux grands principes généraux de conservation des aliments :
1. Abaissement de l'activité de l'eau[N 2] (symbole aw) obtenu par concentration partielle de la matière sèche du lait au moyen de l'égouttage et du salage. Plus l'activité de l'eau aw est basse, plus la croissance des bactéries, des levures et des moisissures est limitée ;
2. L'abaissement du pH du milieu par production d'acide lactique par la fermentation des bactéries lactiques. Cette acidification inhibe le développement d'un grand nombre de bactéries d'altération.

Rappelons que la fabrication du fromage se fait en quatre grandes étapes :
1. La coagulation : le lait coagule sous l'action de ferments lactiques et/ou de présure ;
2. L'égouttage : le lactosérum (ou petit-lait) est extrait plus ou moins intensément du coagulum. Celui-ci se rétracte et se durcit pour donner une masse pâteuse, le caillé ;
3. Le salage ;
4. L'affinage (ou maturation) : la pâte est transformée sous l'action des micro-organismes.

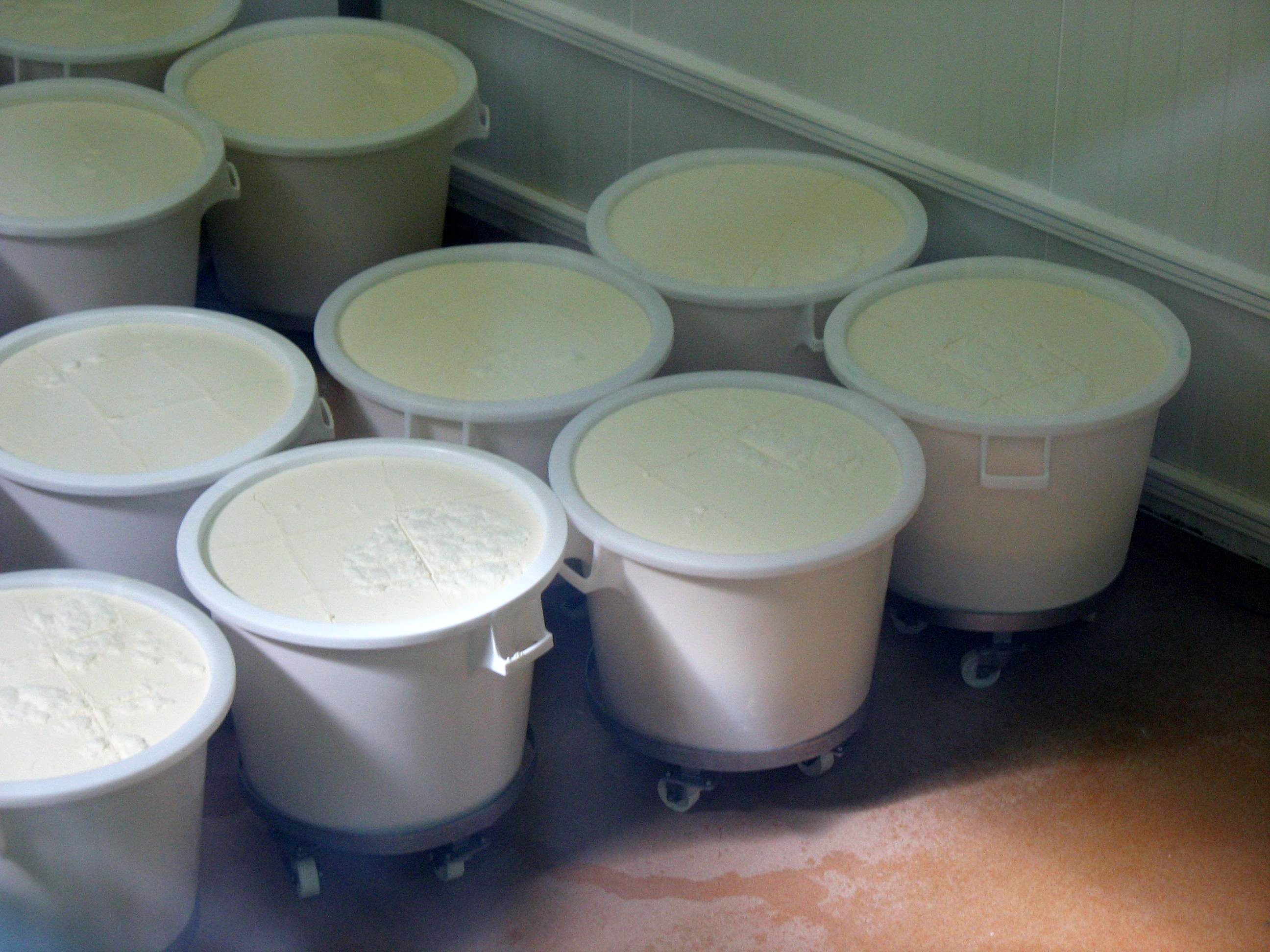
Pots de lait en cours de coagulation.

Durant l'étape de la coagulation, il est possible d'agir sur le pH en faisant plus ou moins intervenir les bactéries lactiques acidifiantes. Le coagulum obtenu par la voie acide est extrêmement friable et ne présente qu'un faible pouvoir de synérèse (séparation du lactosérum du caillé). C'est pourquoi un grand nombre de fromages sont obtenus par une coagulation mixte résultant de l'action conjuguée de la voie bactérienne acidifiante et de la voie enzymatique. Mais pour chaque type de fromage, l'acidification doit être menée avec précaution entre d'étroites limites, au-delà desquelles des défauts apparaissent.
L'égouttage permet d'agir sur la masse d'eau libre mais n'intervient pas sur l'eau liée qui se trouve en interaction avec les constituants. Plusieurs facteurs permettent d'agir sur l'égouttage : le tranchage (le gel est coupé pour accroître la surface d’exsudation du lactosérum), le brassage (agitation modérée du lactosérum), le chauffage (une élévation de température accroît fortement l'égouttage), le pressage (la pression évacue le lactosérum intergranulaire) et la centrifugation.
Le salage du caillé ou du fromage frais est le facteur essentiel permettant de diminuer l'activité de l'eau aw. La croissance des bactéries passe par un maximum pour une activité aw se situant entre 0,9 et 1, puis diminue rapidement avec l'abaissement de l'aw. À l'exception de quelques bactéries halophiles, aucun développement bactérien n'est observé en dessous de aw=0,85. La plupart des levures ne se développent plus en dessous de aw=0,80 et peu de moisissures en dessous de aw=0,70. L'activité enzymatique diminue aussi avec la diminution de l'activité de l'eau.
Durant la phase d'affinage, l'activité de l'eau aw est déterminée par la teneur en eau, la teneur en sel et la teneur en azote soluble.
Ramet propose de distinguer quatre grandes catégories de fromages en fonction des deux paramètres essentiels de la conservation des aliments, le pH et l'activité de l'eau : 
1. Fromages à pâtes fraîches : obtenus par coagulation par des ferments lactiques et égouttage ; ils ne sont pas affinés. Ils sont protégés par effet pH (4,3-4,5) mais pas par effet aw. Leur durée de conservation est de quelques jours à température ambiante ;
2. Fromages à pâtes molles : obtenus  par coagulation mixte associant l'acidification par les bactéries lactiques et l'action d'enzymes coagulantes comme la présure ; ils sont affinés durant une période relativement courte. Ils sont protégés par effet pH (4,5-4,8) et un léger effet aw qui limite la croissance des bactéries. La durée de conservation est de quelques semaines ;
3. Fromages à pâtes pressées : le caillé est pressé pour en extraire le plus possible de lactosérum ; ils subissent un affinage durant une période assez longue en atmosphère fraîche (5-7 °C). Ils possèdent une protection équivalente par effet pH et effet aw. Leur durée de vie va de quelques semaines à plusieurs mois ;
4. Fromages à pâtes dures : le caillé est pressé et chauffé ; le salage se fait pendant plusieurs jours avec du sel sec ; ils sont principalement protégés par effet aw. La conservation va de quelques mois à quelques années. Ce sont des fromages de garde.

Les deux critères pH et aw ne permettent pas de définir des catégories aux frontières bien nettes. Aussi l'ensemble de tous les fromages se répartissent dans un continuum de valeurs pH-aw  avec quatre nuages de points plus denses donnant seulement une indication claire sur l'aptitude à la conservation des fromages les plus courants.
Après la coagulation et l'égouttage, il faut prendre aussi en compte l'affinage qui modifie profondément la composition chimique du produit. Alors que les deux premières opérations se font en général sur une journée, l'affinage demande de plusieurs semaines à plusieurs mois. Au cours de l'affinage, une remontée du pH permet les réactions de lipolyse et de protéolyse (pH 5-6) qui jouent un rôle essentiel dans la constitution d'une croûte naturelle concentrant les odeurs et saveurs typique du produit.

## Technologie par familles de fromages
La technologie fromagère pour chaque type de fromage peut se résumer ainsi, :

### Fromages à pâte fraîche

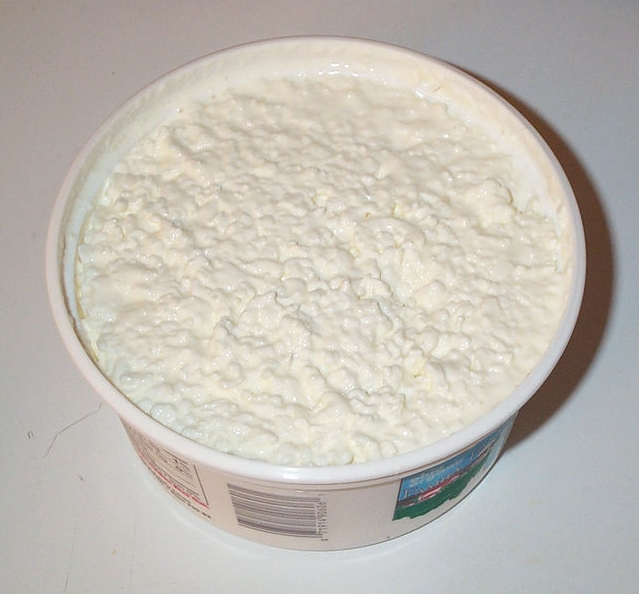
Le cottage cheese constitue l'un des types de fromages à pâte fraîche.

Les fromages à pâte fraîche  sont constitués de pâtes homogènes, de couleur blanche, lisses, onctueuses, développant une saveur acidulée qui contiennent de 14 à 30 % de matières sèches (donc jusqu'à 86 % d'eau).
- Fort traitement thermique du lait (à 82-85 °C durant 1 à 5 min) visant à dénaturer une partie des protéines sériques.
- Coagulation : forte acidification par emploi massif de bactéries lactiques et un emploi très limité d'enzyme coagulante.
- Égouttage : spontané, lent, statique dans des moules filtrants ou dans des toiles textiles. Il peut être aussi réalisé dans des cuves avec un filtre qui assure un pressage progressif (type Caillé) ou par centrifugation. L'ultrafiltration sur membrane, sous pression, préliminaire à la fermentation, remplace peu à peu l'égouttage traditionnel ; en retenant les protéines sériques, elle élève les rendements fromagers[7].
- pas d'affinage
- Conservation de 5 à 30 jours au réfrigérateur

Exemples : cottage cheese, faisselle, fromage blanc, mascarpone, petit-suisse...

### Fromages à pâte molle

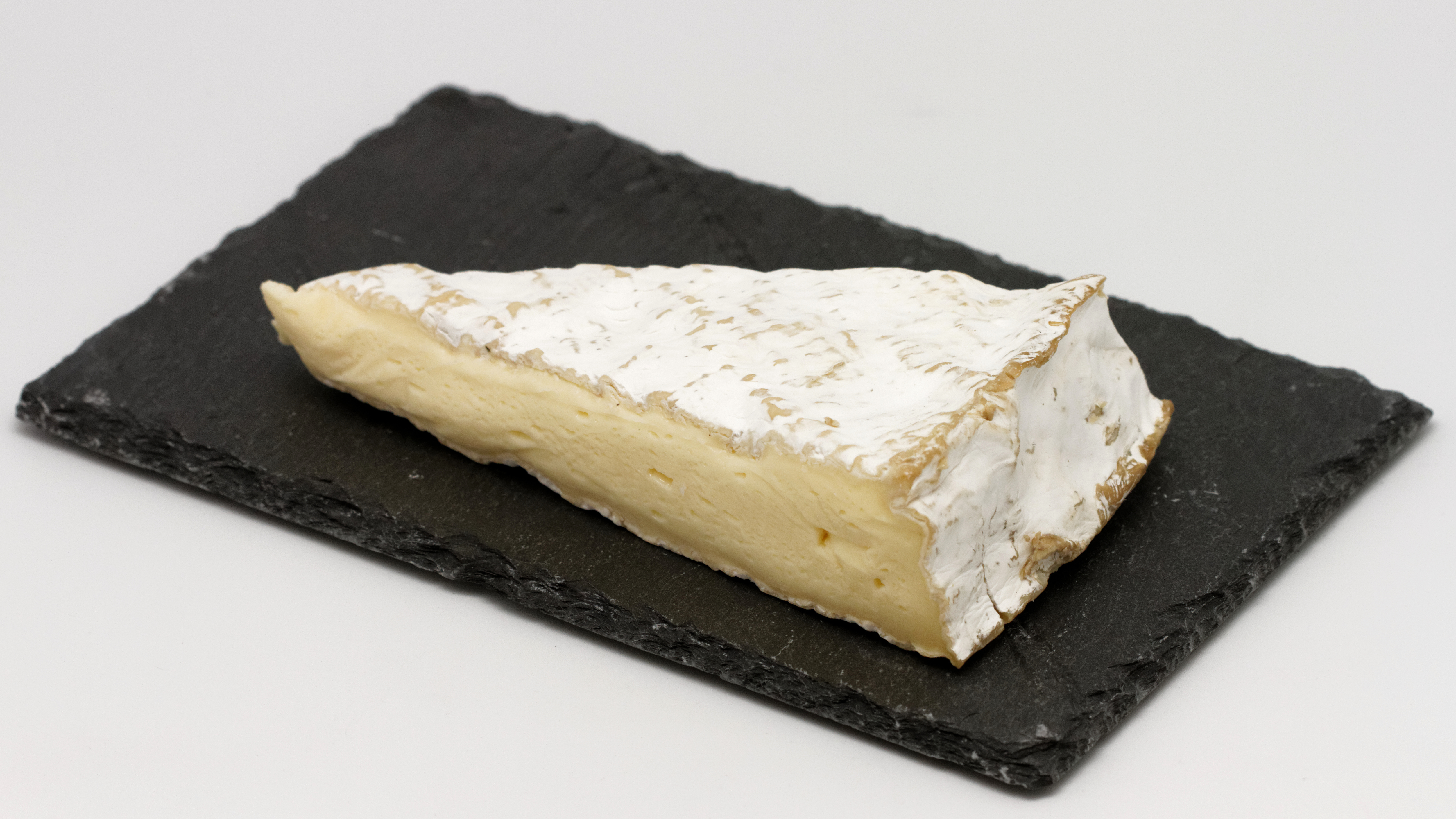
Le brie, à l'instar du camembert est un fromage à pâte molle.

Ce sont des pâtes homogènes, à onctuosité et saveur variable selon le degré d'affinage. Elles contiennent de 40 à 50 % de matière sèche (donc de 50 à 60 % d'humidité). Elles sont pour la plupart originaires de France.
- Coagulation : à caractère mixte, obtenu par l'action équilibrée de la voie enzymatique et de la voie acidifiante par les bactéries lactiques. La température du milieu, de 32 à 35 °C, est favorable à la fois à la croissance bactérienne et à l'action de l'enzyme coagulante. Certains fromages peuvent être à dominance lactique (comme le camembert au lait cru) d'autres à dominance enzymatique (munster).
- Égouttage : spontané, accentué par tranchage en morceaux réguliers de 1 à 10 cm. Le moulage se fait ensuite à la main ou par un procédé mécanique.
- Affinage prononcé avec ensemencement de microflores par pulvérisation ou frottage de la surface à l'aide de suspensions microbiennes. L'affinage se fait en caves à température fraîche (12−14 °C) durant 12 à 45 jours. Une croûte plus ou moins veloutée se forme en surface. La maturation se fait de l'extérieur vers l'intérieur.

Sous-catégorisation en fonction du type de croûte 
- Fromages à pâte molle à croûte fleurie : fromage à saveur équilibrée avec des arômes de beurre, de champignon et à croûte blanche, duveteuse, comme le camembert, carré de l’Est, brie, neufchâtel....
- Fromages à pâte molle à croûte lavée : fromage à forte saveur et croûte lisse comme le  livarot, munster, maroilles, époisses, vacherin mont-d'or ... par lavage de la surface des fromages à l’eau salée, ce qui favorise une flore bactérienne rouge orangé conférant à ces fromages saveur et odeur prononcées
- Fromages à pâte molle à croûte naturelle : chabichou du Poitou, chevrotin, crottin de Chavignol

### Fromages à pâte pressée non cuite
Ce sont des pâtes homogènes et onctueuses avec la possibilité de quelques trous de fermentation. Elles contiennent de 44 à 55 % de matière sèche.
- Sélection rigoureuse de la qualité du lait pour prévenir le gonflement précoce (en raison de bactéries hétérofermentaires), le gonflement tardif (par les bactéries butyriques), l'inhibition des ferments lactiques (présence d'antibiotiques)
- Coagulation : à caractère enzymatique dominant (dose élevée d'enzyme coagulante)
- Égouttage : rapide et accentué par pressage. L'essentiel du lactosérum est éliminé durant le travail en cuve. Un tranchage, un brassage modéré et un pressage suivent, ce qui permet d'obtenir un taux de matière sèche élevé (pour la plupart situé entre 44 et 55 %, seul le cheddar est plus sec, avec 63 %)
- Affinage : ensemencement spontané ou par frottage ou pulvérisation en surface de suspensions microbiennes spécifiques : flores fongiques pour saint-nectaire et tommes, flore de morge pour saint-paulin, raclette, morbier. Pour certains, la microflore de surface est éliminée par lavage ou frottage régulier de la surface. La maturation de ces fromages à croûte sèche, de type raclette, edam, cantal, cheddar, ne se fait qu'à l'intérieur de la pâte. L'affinage se fait 10-15 °C durant 12 à 60 jours, parfois plus.

Exemples : cantal, reblochon, chevrotin, Ossau-Iraty, raclette, salers, tomme de Savoie...

### Fromages à pâte pressée cuite et fromage à pâte pressée demi-cuite

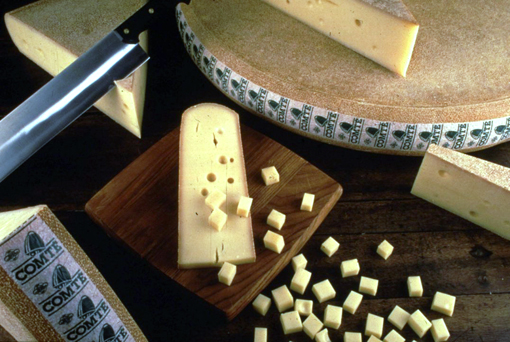
Meule de comté.

Ce sont des pâtes fermes et onctueuses, parfois percées des trous de fermentation provoqués par le dégagement de CO2 de certains micro-organismes. Elles contiennent de 58 à 64 % de matière sèche.
- Coagulation : à caractère enzymatique dominant
- Égouttage : prononcé par traitement mécanique et thermique (à 52−55 °C). Il est procédé à un tranchage (division du caillé en grains réguliers de 0,3-0,8 cm), un brassage modéré et continu pendant 2 à 40 min, puis à un compactage en moule et un salage
- Affinage : soit avec une microflore de surface (avec ensemencement naturel ou dirigé de flores spécifiques, et soin de croûte) soit sans microflore de surface (lavage et frottages réguliers de la surface pour éliminer les flores sauvages indésirables). L'affinage dure de 45 à 300 jours ou parfois plus.

Exemples : beaufort, comté, emmental, gruyère...
On distingue les fromages à pâte pressée demi-cuite (ou mi-cuite ou semi-cuite). Il s'agit d'un fromage à pâte pressée dont le caillé égoutté et pressé est chauffée à moyenne température (en dessous de 50 °C) durant une courte période,.
Exemple :  Leerdammer (Pays-Bas), cheddar (Grande-Bretagne), tête de moine (Suisse), Abondance, fontine (Italie).

### Fromages à pâte dure

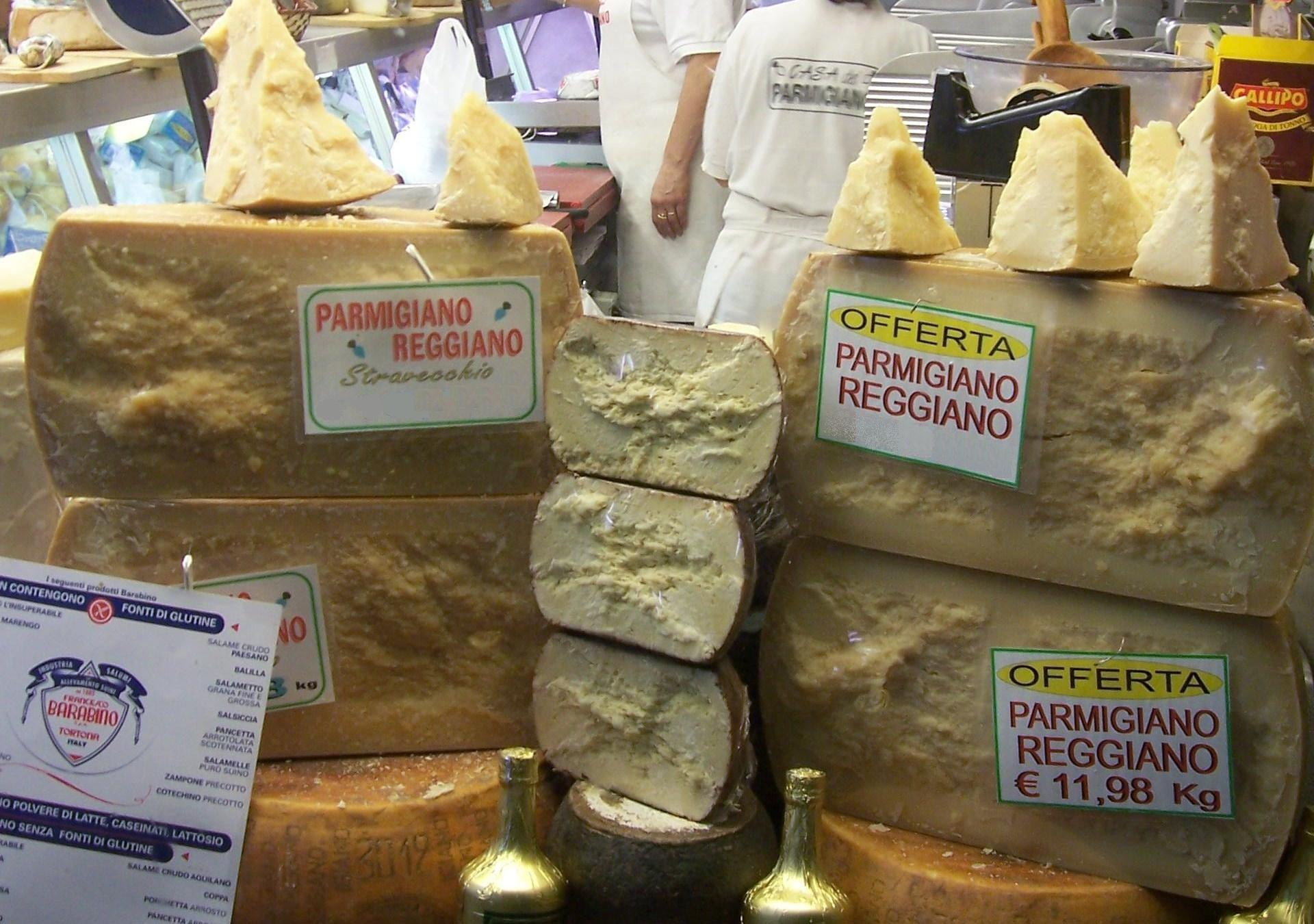
Parmigiano Reggiano dans une fromagerie, Gênes.

Les fromages à pâte dure sont technologiquement proches des fromages à pâte pressée cuite. Les principaux représentants sont d'origine italienne (parmesan, asiago, grana) et suisse (sbrinz). Ils sont encore plus riches en matière sèche que les pâtes pressées cuites puisqu'ils en contiennent de 64 à 72 %. Ce sont des fromages saisonniers traditionnellement élaborés pendant la période de forte production de lait qu'est l'été. Leur forte teneur en matière sèche en font des fromages de garde, pouvant être conservés deux à trois ans.
- Coagulation : avec du lait très frais dont on enlève la crème manuellement. On utilise du sérum acidifié de la veille pour inoculer le lait.
- Égouttage : après un tranchage poussé, on brasse à chaud 1 à 2 heures et on monte la température à 55-58 °C. Pressage pendant 24 à 48 heures
- Salage : pendant plusieurs jours avec du sel sec
- Affinage : les fromages sont brossés et retournés régulièrement pour assurer une croûte sèche

Exemple : asiago, Grana Padano, parmesan...
En fabrication industrielle, les mêmes techniques sont utilisées que pour les pâtes pressées cuites si bien que souvent les fromages à pâte dure sont classés parmi les fromages à pâte pressée cuite.

### Fromages à pâte persillée

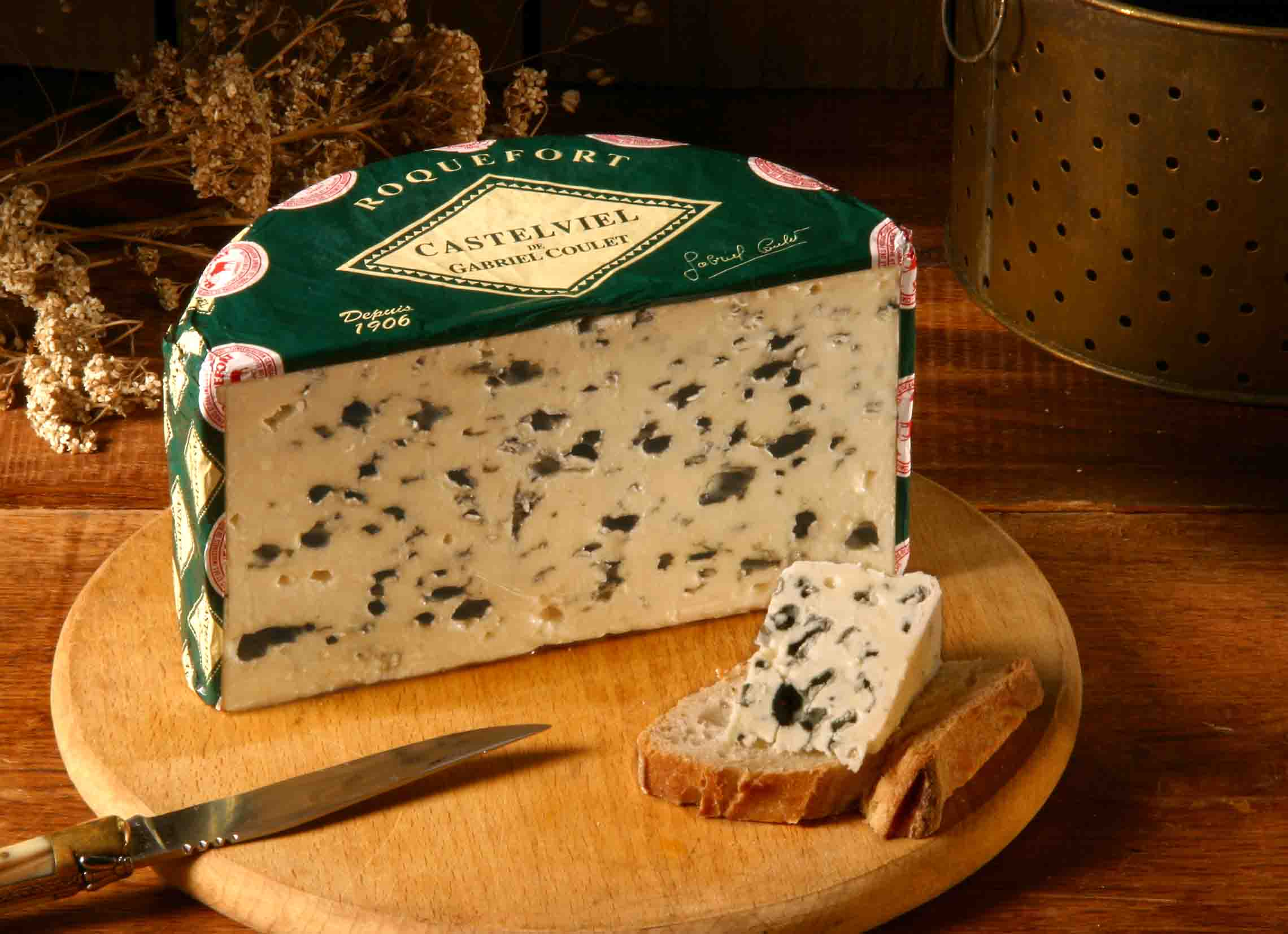
Demi Castelviel Gabriel Coulet.

Ce sont des pâtes fondantes, à saveur forte, salée et légèrement astringente. Elles se caractérisent par un développement interne de la moisissure bleue Penicillium roqueforti. En France, les bleus sont fabriqués en général en zone de petite montagne, avec du lait de brebis, de chèvre ou de vache, pur ou mélangés.
- Préparation du lait : il faut réunir une flore hétérofermentaire, d'origine lactique et non lactique, apte à la production de gaz capable de former des cavités nécessaires au bon développement du mycélium. L'ensemencement est réalisé avec des streptocoques mésophiles et des Leuconostoc et une suspension de spores de Penicillium roqueforti. L'apport de bactéries lactiques thermophiles contribue à l'acidification de la pâte[11]
- Coagulation : il existe deux classes de bleus suivant le type de coagulation : les bleus forts (bleu d'Auvergne, bleu de Laqueuille, roquefort) sont à coagulation mixte avec dominance lactique et les bleus doux (bleu de Gex, de Bresse, fourmes, gorgonzola) à coagulation à dominance enzymatique. La coagulation se fait à 28-32 °C pour les bleus forts et à température plus élevée (35-40 °C) avec une dose plus élevée d'enzyme coagulante, pour les bleus doux
- Égouttage : sans pressage, ni cuisson, l'égouttage comporte une division en cubes ou lanières suivie d'un repos en cuve, puis d'un drainage sur toile et chariot. Le moulage intervient lorsque les grains sont suffisamment fermes. Durant la phase suivante, l'acidification se poursuit.
- Salage : à sec ou en saumure, avec un taux assez élevé (de 2 à 5 %).
- Affinage : la maturation se fait de l'intérieur vers l'extérieur. Il dure en principe de 12 à 30 semaines, jusqu'à ce que le persillage soit homogène.

Exemple : bleu d'Auvergne, bleu de Gex, bleu des Causses, fourme d'Ambert, roquefort, stilton cheese

### Fromages à pâte filée

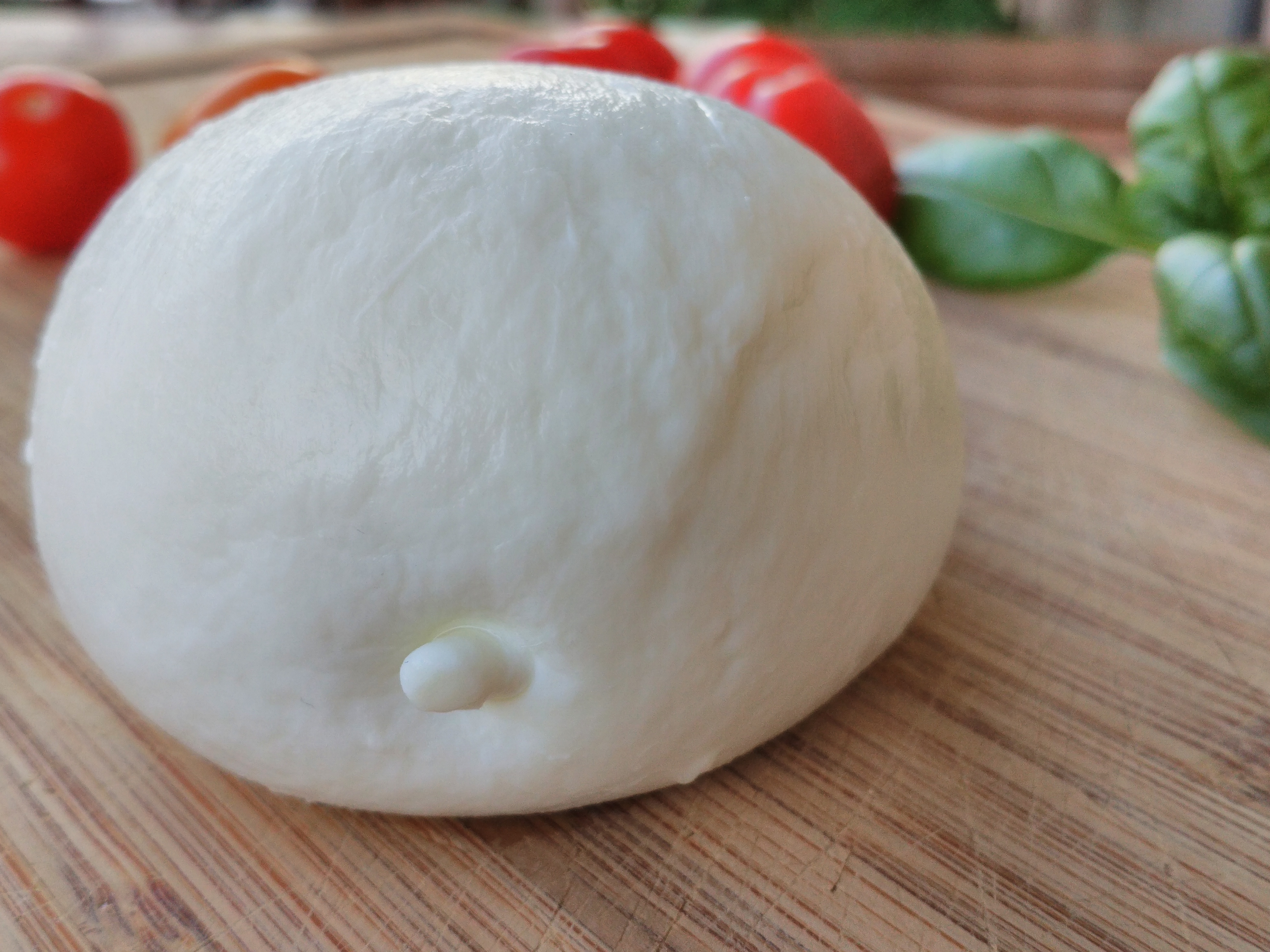
Mozzarella traditionnelle, protégée par une appellation depuis 1996 sous le nom de mozzarella di Bufala Campana.

Les fromages à pâte filée sont des fromages typiques d'origine italienne (formaggio di pasta filata), traditionnellement fabriqués avec du lait d'hiver, conférant à la pâte une couleur blanche recherchée. Ils peuvent être fabriqués avec du lait de vache, de brebis ou de chèvre, comme le provolone ou caciocavallo, mais aussi du lait de bufflonne pour la mozzarella.
Jusqu'au brassage en cuve, ils présentent de grandes similarités avec la fabrication de pâtes pressées.
- Coagulation : elle se fait avec des présures en pâte amenant des protéases coagulantes et des lipases prégastriques qui facilitent le développement de saveurs piquantes.
- Égouttage : il est accentué par tranchage et brassage en cuve. Les grains sont alors laissés au repos pendant 3 à 8 heures jusqu'à obtention d'un pH de 5,15 à 5,20 nécessaire pour avoir un filage correct. Le caillé est ensuite découpé en lamelles lesquelles sont immergées dans de l'eau ou du lactosérum chaud (de 70 à 80 °C) pendant 10 à 20 min. Après fusion, la masse est malaxée, étirée, lissée soit manuellement soit mécaniquement. Elle est ensuite conditionnée sous diverses formes : balle, cylindre, disque.
- Salage : les fromages sont enfin plongés dans l'eau froide pour durcissement puis salés en saumure.

Exemples : provolone, caciocavallo, mozzarella...

### Fromages de lactosérum

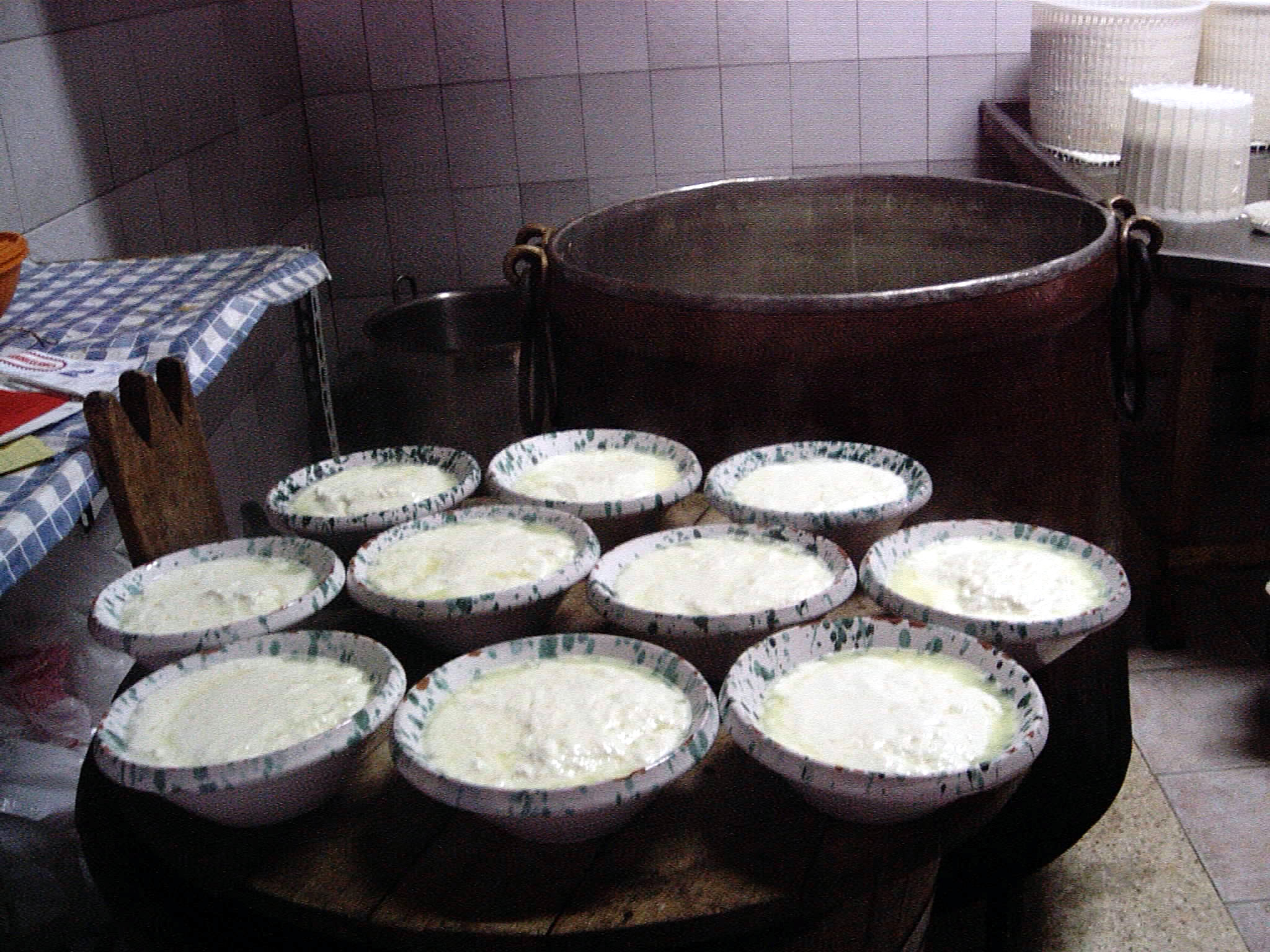
La ricotta, fromage de lactosérum est également un fromage à pâte fraîche.

Ces produits sont obtenus par concentration des protéines solubles du lactosérum. Traditionnellement, ces préparations fromagères servaient à valoriser le lactosérum, un produit longtemps considéré comme un déchet encombrant. Toutefois, ils ne correspondent pas à une définition restrictive du fromage qui doit être issu de la coagulation de la caséine du lait .
- Coagulation : elle est produite par précipitation à chaud du lactosérum ou d'un mélange de lactosérum et de lait ou de crème, avec ou sans adjonction d'acide. Le procédé traditionnel consistait à chauffer le sérum dans un récipient au-dessus d'un foyer. En portant la température à 90 - 95 °C pendant 30 à 45 min, il se forme en surface un amas de protéines coagulées qui est séparé manuellement avec une écumoire. L'addition d'acide permet de renforcer la cohésion du précipité et le rendement de l'opération.

Dans l'industrie fromagère, la séparation est faite par chauffage du lactosérum acidifié en cuve ou en échangeur fermé puis par filtration ou centrifugeur.
Exemple : sérac (Suisse et France), la brousse (Provence, France), greuille (Pyrénées, France), brocciu (Corse, France), ricotta (Italie), anari (Chypre), mytzithra (Grèce)...

### Fromages conservés en saumure
Ce sont des fromages originaires du bassin méditerranéen oriental qui ont pour caractéristique d'être préparés à partir de lait fortement salé et/ou d'être conservés en saumure après égouttage. 
Le fromage type de cette classe est le fromage grec feta, fabriqué à partir de lait de brebis et de chèvre. Sa fabrication s'est élargie à l'Europe et l'Amérique du Nord en utilisant du lait de vache. En 2002, l'Union Européenne a inclus le feta dans la liste des produits protégés d'origine contrôlée : il doit être produit dans certaines régions de Grèce avec du lait de brebis avec éventuellement du lait de chèvre (pour moins de 30 %).
Le second fromage important est le domiati fabriqué en Égypte. Sa fabrication s'apparente à celle des fromages à pâte pressée non cuite mais en utilisant du lait fortement salé (de 6 à 15 % de NaCl). Cette forte salinité retarde fortement le temps de coagulation et diminue la fermeté du gel.
- Égouttage : tranchage modéré du gel (1 à 2 cm) suivi d'un brassage discontinu. Les grains sont ensuite agglomérés par pressage.

Le feta comporte un taux final de sel de 3 à 5 %. Le domiati est conservé dans une saumure très concentrée (14 à 18 %) et comporte finalement de 6 à 9 % de chlorure de sodium.

### Fromages forts et fromages à pâte fondue

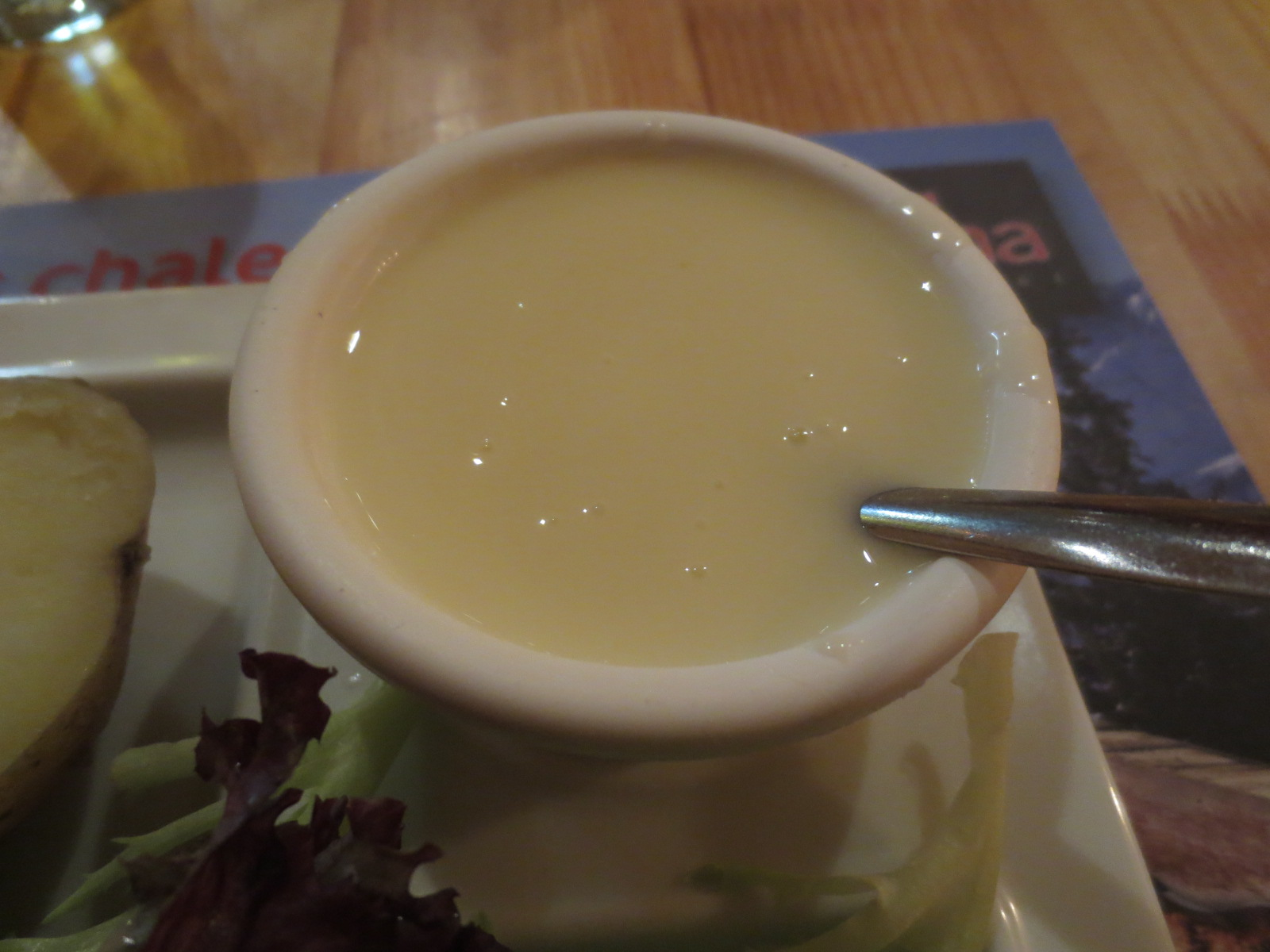
Ramequin de cancoillotte d'une assiette comtoise.

Il s'agit de préparations fromagères fabriquées à partir d'autres fromages que l'on broie et remet à fermenter ou dont on a fondu ensemble la pâte.
Jadis, c'étaient des produits liés à la récupération ou la valorisation de restes de fromages « passés » (trop faits, trop durs) ou accidentés. Dans de nombreuses régions de France, existaient des fromages forts, qui étaient fabriqués pour récupérer les restes. Après avoir coupé et broyé de vieux morceaux de fromage immangeables, on les trempait dans un liquide (vin, alcool, fromage frais, lait...) afin d'enclencher une seconde fermentation. Exemple : fourmagée (Perche), cachaille (midi provençal), foudjou (Drôme)...
Actuellement, les entreprises laitières en mélangeant des fromages frais et affinés, additionnés éventuellement de lait, beurre, crème, caséine, lactosérum et d'autres ingrédients (épices, aromates, jambon etc.) parviennent à produire des saveurs très variées. Depuis quelques années, grâce à une publicité intensive, les fromages fondus à base de pâtes fraîches ont gagné une part importante du marché. Le traitement thermique se fait à 100 °C en présence de polyphostates de calcium et de sodium (à 3 %). 
Exemples : Cancoillotte ou cancoyotte (appellation usuelle), Fromage aux noix, La vache qui rit (depuis 1921), Vache Grosjean (depuis 1926), Kiri, Société Crème.
Pour toutes ces pâtes, il est aujourd'hui possible de trouver des fromages allégés en matière grasse. Cette offre correspond à une demande plus générale des consommateurs de produits contenant moins de graisse. Le fromage n'échappe pas à ce phénomène.

## Teneur en eau et en matière grasse
| Dénomination                                | pâte extra-dure | pâte dure | pâte demi-dure | pâte demi-molle | pâte molle |
| ------------------------------------------- | --------------- | --------- | -------------- | --------------- | ---------- |
| Teneur en eau (%) dans le fromage dégraissé | <51             | 49-56     | 54-63          | 61-69           | >67        |
| Second élément de dénomination              | extra-gras      | tout-gras | mi-gras        | quart-gras      | maigre     |
| Matière grasse (%) dans l'extrait sec       | >60             | 45-60     | 25-45          | 10-25           | <10        |